# Eichsfelder Kreuz

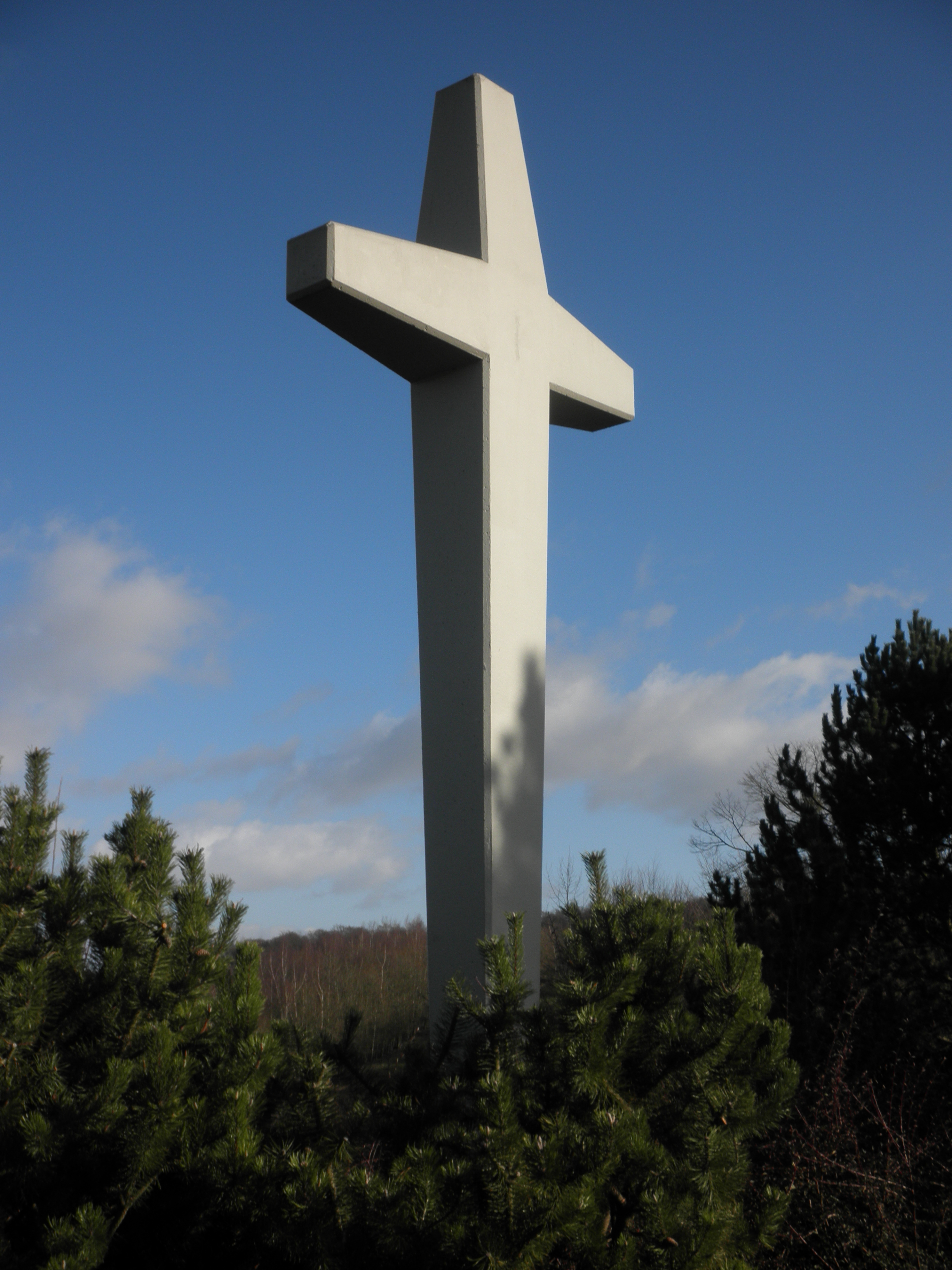
Eichsfelder Kreuz

Das Eichsfelder Kreuz steht nördlich des hessischen Ortes Wanfried unmittelbar an der Landesgrenze zu Thüringen. Das steinerne, korpuslose Kreuz mit sich verjüngenden Armen wurde im Jahr 1980 errichtet.

## Lage
Das Kreuz steht auf einer kleinen Anhöhe (ca. 340 m) unterhalb des Hülfensberges an der hessisch-thüringischen Landesgrenze und ehemaligen innerdeutschen Grenze an der Kreisstraße K13/K115 zwischen Wanfried und Döringsdorf. Heute liegt es am Grünen Band Deutschlands.

## Geschichte
Mit dem Ausbau der innerdeutschen Grenze und der Verschärfung des Grenzregimes war es den im benachbarten Hessen lebenden Eichsfeldern nicht mehr möglich, auf den Hülfensberg zu pilgern. In den 1970er Jahren bauten ehemalige Eichsfelder einen Kreuzweg aus einfachen Holzkreuzen an der Döringsdorfer Straße Richtung Grenze. 1980 wurde dann auf einer kleinen Kuppe dicht an den Grenzanlagen ein steinernes Kreuz errichtet und am 14. Juni 1980 eingeweiht. Prozessionen von Wanfried hoch zum Eichsfelder Kreuz wurden als Ersatz für die Hülfensbergwallfahrten durchgeführt.
Dabei entstand der Wunsch, an dieser Stelle eine kleine Ersatzkapelle zu errichten. Diese wurde schließlich 1992–1993 als Kapelle der Einheit gebaut und geweiht. In der Kapelle ist im Fußboden eine Karte des Eichsfeldes dargestellt und vor der Kapelle eine Deutschlandkarte mit dem ehemaligen Grenzverlauf.
Im September 1984 fanden die Eichsfelder Heimattage vom Verband der Eichsfelder Vereine in Wanfried und am Eichsfelder Kreuz statt.

## Sonstiges
Von Karl Leineweber wurde 1981 in den Eichsfelder Heimatstimmen ein Gedicht zum Eichsfelder Kreuz veröffentlicht.